# Alcubilla de Avellaneda
Alcubilla de Avellaneda es un municipio y localidad española de la provincia de Soria, en la comunidad autónoma de Castilla y León. El término municipal, que incluye también los núcleos de Alcoba de la Torre y Zayas de Bascones, tiene una población de 107 habitantes (INE 2024).

## Toponimia
El nombre de Alcubilla es un diminutivo de Alcoba, palabra árabe que tiene varios significados, siendo los más comunes el de torre o el de aljibe o lugar donde guardar las aguas. En el caso de Alcubilla de Avellaneda, se hace referencia al significado de la villa de las cien fuentes. Por su parte, el topónimo Avellaneda hace referencia a los señores de Avellaneda, que edificaron en el siglo XVI un palacio en esta población.

## Geografía
Confluyen en el municipio el Camino del Cid y la Ruta de la Lana.
Pertenece a la comarca de Tierras del Burgo y al partido judicial de El Burgo de Osma. 
En Alcubilla se encuentra un palacio de 1575, posteriormente cuartel de la Guardia Civil durante la Guerra Civil y la época franquista.

## Historia

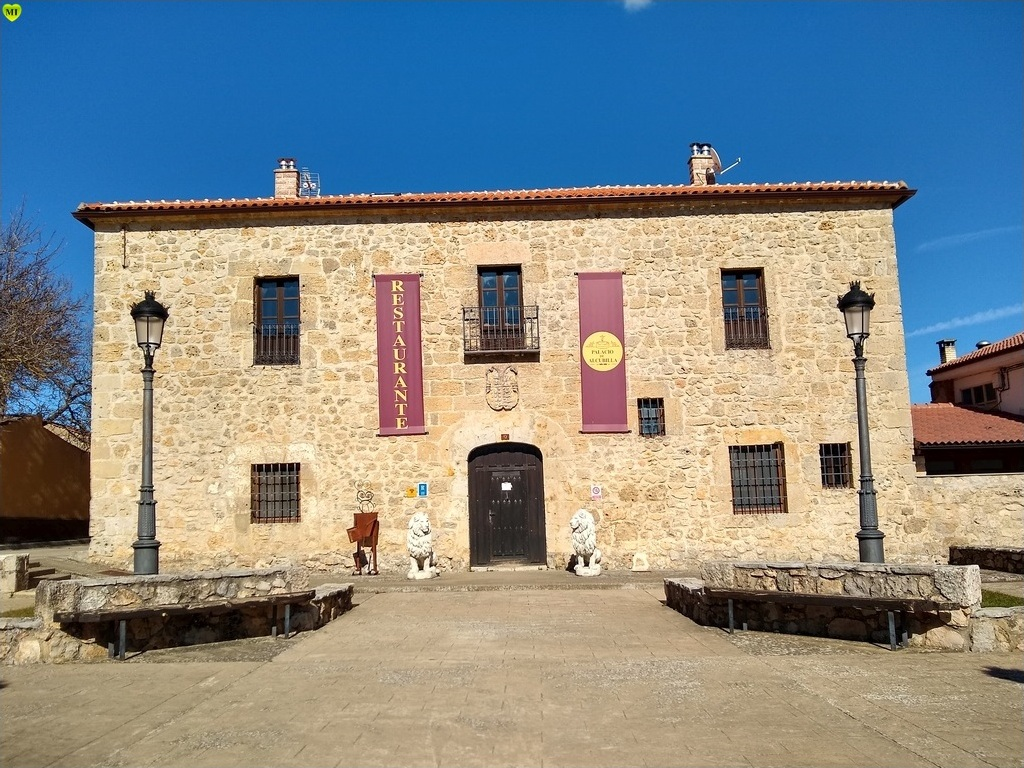
Palacio de los Señores de Avellaneda

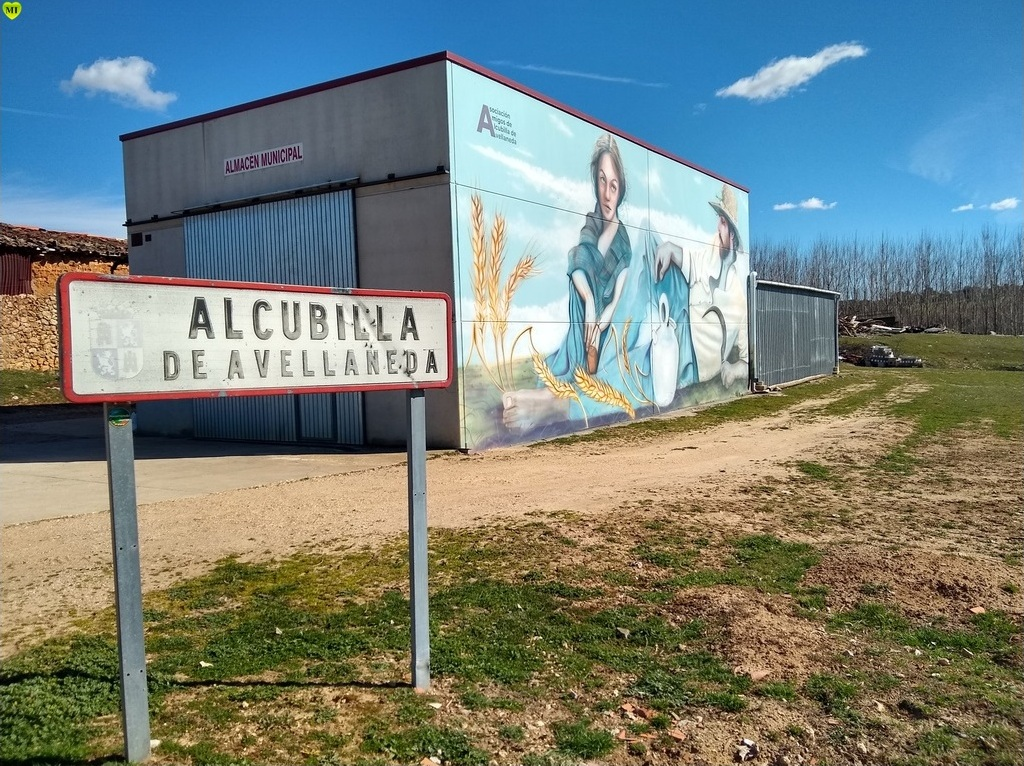
Cartel de entrada al pueblo y mural

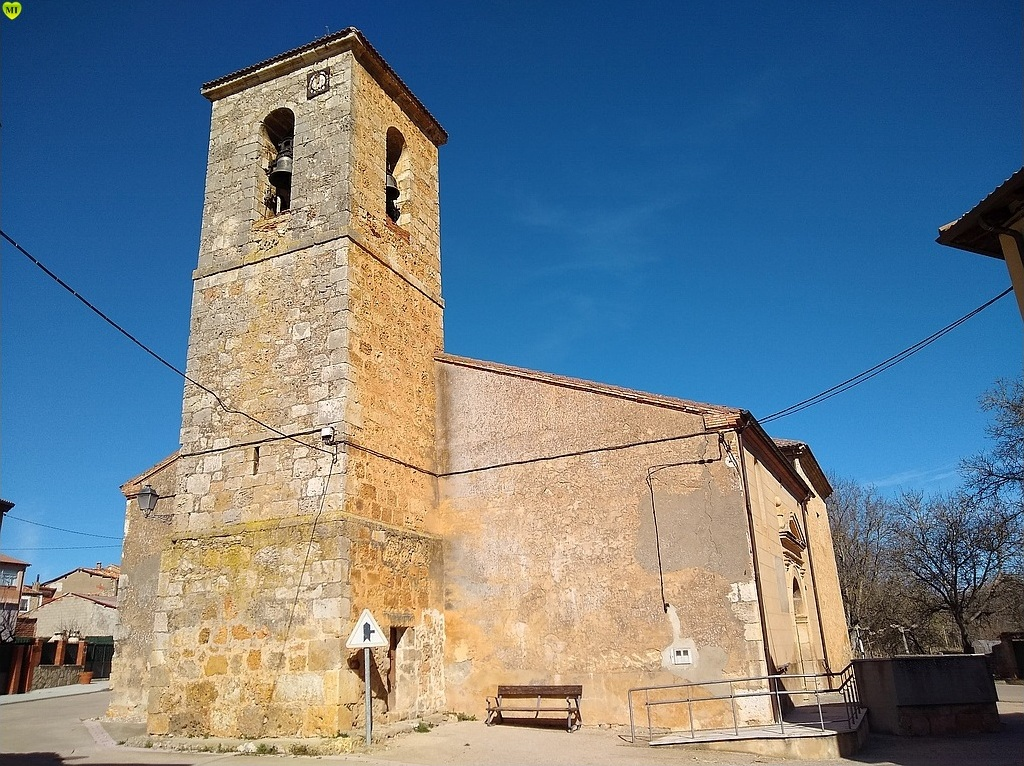
Iglesia de Santa María Magdalena

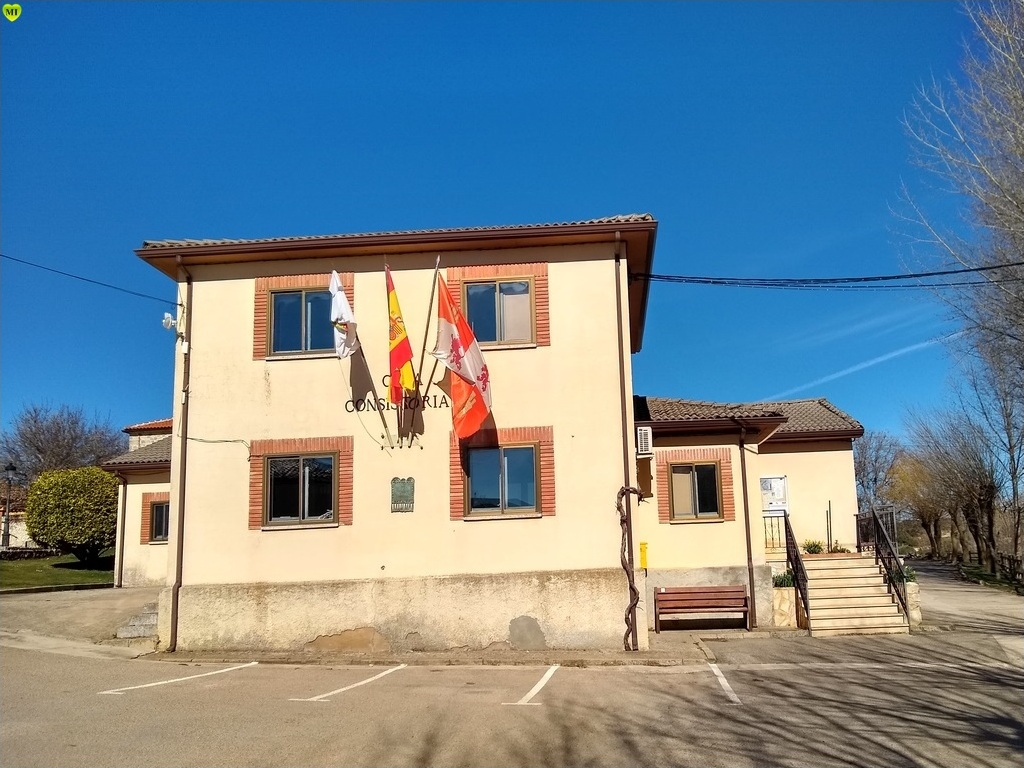
Casa consistorial

A la caída del Antiguo Régimen la localidad se constituyó en municipio constitucional en la región de Castilla la Vieja, partido de El Burgo de Osma que en el censo de 1842 contaba con 48 hogares y 198 vecinos. A mediados del siglo XIX creció el término del municipio porque incorporó a Zayas de Báscones.

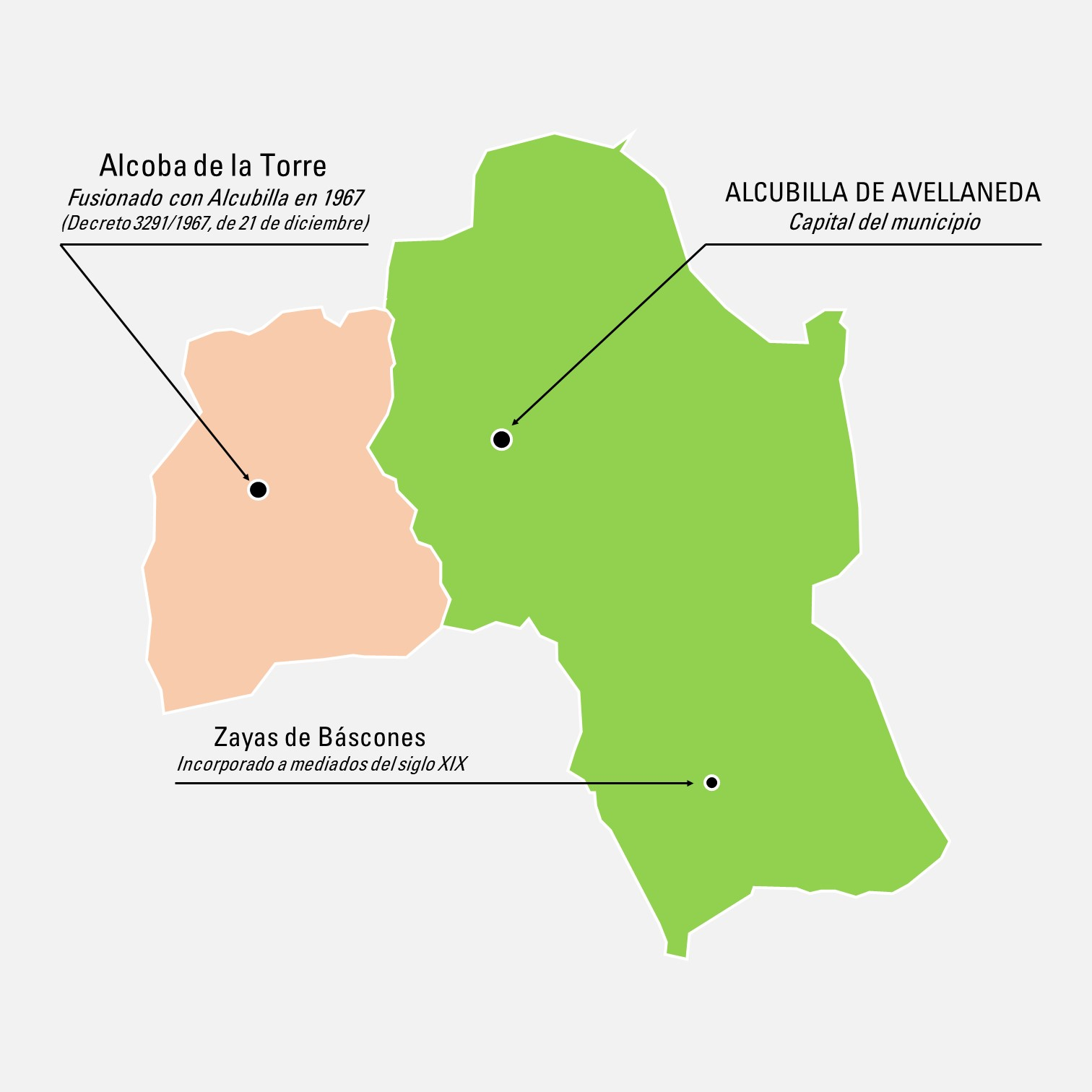
Delimitación de los antiguos municipios de Alcoba de la Torre y Alcubilla de Avellaneda antes de su fusión en 1967

En 1967 creció el término del municipio al fusionarse con el de Alcoba de la Torre.

### Descripción de Sebastían Miñano (1826)
Villa de Señorío, de España, en Castilla la Vieja, provincia de Burgos, Obispado de Osma, partido de Aranda, Alcalde Ordinario, 63 vecinos, 30 habitantes.
En el censo de 1879, ordenado por el conde de Floridablanca, figuraba como villa del Partido de Aranda de Duero en la Intendencia de Burgos, con jurisdicción de señorío y bajo la autoridad del alcalde ordinario, nombrado por el marqués de Torreblanca. Contaba entonces con 290 habitantes.
A la margen derecha del pequeño río Pilde, que va a desembocar al Arandilla; confina con los pueblos de Quintana-raya, Hinojar, Alcoba, Zayas de Bascones y Zayuelas.
- Dista 15 leguas de la capital, 100 km de Soria
- Contribuye con 2988 reales y 17 maravedíes. Derechos enajenados 210 reales y 23 maravedíes.

## Demografía
Cuenta con una población de 107 habitantes (INE 2024).
| Gráfica de evolución demográfica de Alcubilla de Avellaneda entre 1842 y 2021 |
| |
| Población de derecho según los censos de población del INE Población de hecho según los censos de población del INEEntre el censo de 1857 y el anterior, crece el término del municipio porque incorpora a 425147 (Zayas de Bascones) Entre el censo de 1970 y el anterior, crece el término del municipio porque incorpora a 42505 (Alcoba de la Torre) |

### Población por núcleos
| Núcleos                 | Habitantes (2000) | Habitantes (2010) |
| ----------------------- | ----------------- | ----------------- |
| Alcubilla de Avellaneda | 165               | 120               |
| Alcoba de la Torre      | 49                | 35                |
| Zayas de Bascones       | 14                | 6                 |